# منتخب الأرجنتين تحت 20 سنة لكرة القدم
منتخب الأرجنتين تحت 20 سنة لكرة القدم يمثل الأرجنتين في كافة المسابقات تحت اشراف الفيفا التي تتعلق بهذا المستوى العمري.
تعتبر الأرجنتين أكثر الدول نجاحاً في كأس العالم لكرة القدم تحت 20 سنة حيث فازت بالمسابقة ست مرات. وقد شارك اثني عشر مرة من أصل 16 بطولة لكأس العالم منذ نسخة 1979 التي فاز بها. كما توج أيضا بأربع نسخة من بطولة أمريكا الجنوبية للشباب تحت 20 سنة.
يعود الفضل لهذا المنتخب كونه قد انتج الكثر من أفضل لاعبي الأرجنتين ومن بينهم سيرخيو أغويرو، بابلو أيمار، نيكولاس بورديسو، إستيبان كامبياسو، أنخل دي ماريا، رامون دياز، فرناندو غاغو، دييغو مارادونا، خافيير ماسكيرانو، ليونيل ميسي، خوان رومان ريكيلمي، غابرييل كالديرون، سيرخيو غويكوتشيا، سيرخيو روميرو، ماكسي رودريغيز، لوسيانو غاليتي، والتر صامويل، خافيير سافيولا، دييغو سيميوني وكارلوس تيفيز وغيرهم.